# Breitkopf Fraktur
Pour les articles homonymes, voir Breitkopf.

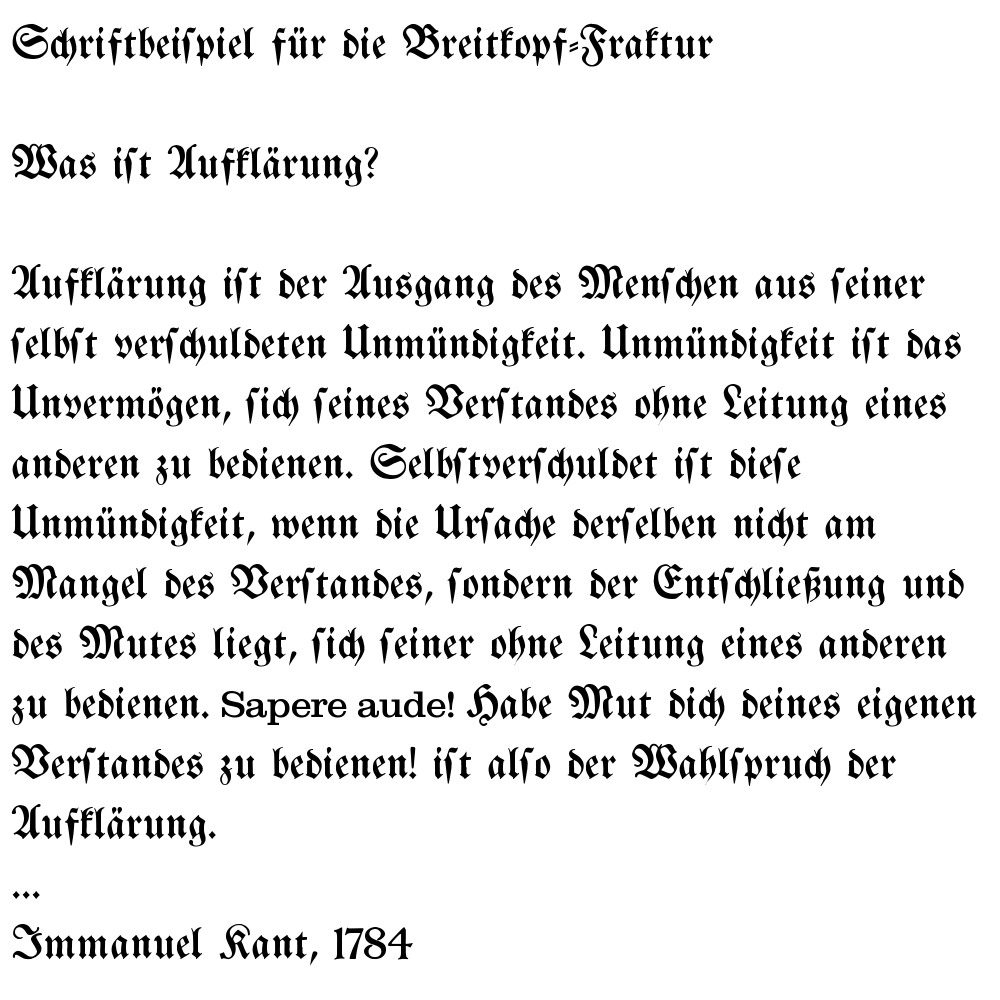
Un extrait de Qu'est-ce que les Lumières ? d'Emmanuel Kant, un échantillon de la composition en Breitkopf Fraktur.

La Breitkopf Fraktur est une police de caractères gothique développée vers 1750 par le typographe et éditeur de musique Johann Gottlob Immanuel Breitkopf (1719-1794).

## Historique
La Breitkopf Fraktur est moins chargée que d’autres polices de caractères baroques, et est la police baroque la plus utilisée à son époque. 
Breitkopf est fils de l'éditeur Bernhard Christoph Breitkopf, fondateur de la maison d'édition Breitkopf & Härtel, une entreprise d'édition musicale toujours florissante de nos jours. 
Des versions numériques de la Breitkopf Fraktur sont disponibles auprès de plusieurs fonderies numériques.

## Citation
« 
Un des imprimeurs allemands  les plus connus du XVIIIe siècle était Johann Gottlob Immanuel Breitkopf (1719–1794). Il a fait venir des matrices de la police Baskerville d'Angleterre et a conçu de nouvelles polices Antiqua et Fraktur. La Breitkopf Fraktur prend pour référence les traits de plume; on reconnait dans presque toutes les lettres le tracé d'une plume tenue à 45 degrés, mais la police elle fait sciemment référence à la vieille police Neudörffer-Andreä Fraktur, que Breitkopf a connu lors de l'étude et de l'impression de l'« Unterweysung » de Dürer. L'image de la police est plus sombre et plus étroit que dans la  Luther Fraktur [...]. La police de Breitkopf est celle qui se rapproche le plus de l'idée que l'on se fait généralement de la Fraktur.  »
— Albert Kapr, Schriftkunst: Geschichte, Anatomie und Schönheit, Dresde 1996